# 旧克留科沃区
旧克留科沃区（俄語：район Старое Крюково）是莫斯科泽列诺格勒行政区的一区，面积3.81平方公里，人口37,824人。